# Suiyōbi no Campanella
Suiyōbi no Campanella (яп. 水曜日のカンパネラ суйёби но кампанэра, Wednesday Campanella) - японская электронная группа, сформированная в 2012 году. Группа состоит из KOM_I, Кэнмоти Хидэфуми, и Dir.F.

## История

### Формирование
В 2011 году, Dir.F и Kenmochi впервые встретились на фестивале Design Festa в Токио. Являясь менеджером музыкального лейбла Tsubasa Records, Dir.F планировал создать музыкальный проект с временным женским вокалом, Кэнмоти хотел выпускать новую музыку, звучание которой бы отличалось от его прошлых инструментальных проектов. Оба решили назвать группу ‘’Suiyōbi no Campanella’’. В 2012, Dir.F встретил KOM_I на вечеринке их общего друга и предложил ей вступить в группу.
В июле Suiyoubi no Campanella загрузили свои первые треки "Oz" и "Kukai" на YouTube.
В ноябре первый CD диск ‘’Suiyōbi no Campanella Demo 1’’ был продан на Design Festa Tokyo Autumn.

## Состав
- KOM_I (яп. コムアイ) - вокалистка
- Кэнмоти Хидэфуми (яп. ケンモチヒデフミ Kenmochi Hidefumi) - продюсер
- Dir.F. (яп. ディレクター・エフ) - директор

## Название
Название ‘’Suiyōbi no Campanella’’ является смесью слов японского и итальянского языков и переводится как ’’Wednesday’s Little Bell’’, а также означает день, в который участники группы обычно устраивают встречи. Записывается оно с использованием кандзи, катаканы и хираганы. 15 марта 2016 года, Suiyoubi no Campanella выступили на SXSW под названием “Wednesday Campanella”.

## Живые выступления
На живых выступлениях выступает только KOM_I, Кэнмоти и Dir.F на сцене не появляются. Концерты проходят в виде сеанса караоке.

## Музыка
За продюсирование, композицию, аранжировку и написание песен отвечает Кэнмоти. Изначально концепцию группу Dir.F и Кэнмоти представляли как Perfume (японская музыкальная группа) в фольклорном стиле. Каждая песня повествует о различных исторических событиях, известных личностях или поп-культуре. Тексты Кэнмоти на первый взгляд выглядят глубокомысленными, но на самом деле несут мало смысла. У KOM_I не было опыта в написании и исполнении музыки до вступления в группу.　

## Дискография

### Альбомы
| Название                                                         | Дата выхода | Лейбл              |
| ---------------------------------------------------------------- | ----------- | ------------------ |
| Crawl To Sakaagari (яп. クロールと逆上がり)                      | 15.05.2013  | Tsubasa Records    |
| Rashomon (яп. 羅生門)                                            | 09.10.2013  | Tsubasa Records    |
| Cinema Jack (яп. シネマジャック)                                 | 19.03.2014  | Tsubasa Records    |
| Watashi Wo Onigashima Ni Tsuretette (яп. 私を鬼ヶ島に連れてって) | 05.11.2014  | Tsubasa Records    |
| Zipangu (яп. ジパング)                                           | 11.11.2015  | Tsubasa Records    |
| UMA                                                              | 22.06.2016  | Warner Music Japan |
| SUPERMAN                                                         | 08.02.2017  | Warner Music Japan |
| Galapagos                                                        | 27.06.2018  | Warner Music Japan |

### Синглы
| Название           | Дата выхода | Лейбл              |
| ------------------ | ----------- | ------------------ |
| SUPERKID           | 01.11.2016  | Warner Music Japan |
| Melos (яп. メロス) | 26.05.2017  | Warner Music Japan |

### Мини-альбомы
| Название                       | Дата выхода | Лейбл           |
| ------------------------------ | ----------- | --------------- |
| Triathlon (яп. トライアスロン) | 15.04.2015  | Tsubasa Records |

### Сборники
| Название                                | Дата выхода | Лейбл                               |
| --------------------------------------- | ----------- | ----------------------------------- |
| Jugem' Je T'aime (яп. 寿限無ジュテーム) | 27.01.2016  | Specific Recordings / Alegori Music |

## Внешние ссылки
- wed-camp.com — официальный сайт Suiyōbi no Campanella  (яп.)
- Suiyōbi no Campanella в X
- Официальная страница Suiyōbi no Campanella в социальной сети Facebook
- Видеоканал Suiyōbi no Campanella на YouTube